# Johann Georg Christian Frye
Johann Georg Christian Frye (* um 1750 in Osnabrück; † 24. November 1824 in Tivoli) war ein deutscher Landschaftsmaler.
Frye soll der uneheliche Abkömmling eines Mitglieds des Hauses Hannover gewesen sein und vom englischen Königshaus eine Pension bezogen haben. Aus dem Jahr 1775 ist ein Porträtstich seines Osnabrücker Lehrers Christian Ludolph Reinhold von seiner Hand erhalten.
Er empfing seine weitere Ausbildung in Dresden und ging von dort im April 1788 zusammen mit dem Maler Karl Gottlieb Lenz nach Rom. Dort malte er überwiegend Veduten der Albanerberge und der Gegend um Tivoli. Zu seinem Freundeskreis gehörten der Kunsttheoretiker Carl Ludwig Fernow und die Künstler Morace, Fedor, Friedrich Weinbrenner und Johann Martin von Rohden. Er war Mitglied der Dresdner Freimaurerloge Zum goldenen Apfel.
Anfang des 19. Jahrhunderts geriet er in wirtschaftliche Not und wurde die letzten Jahre vom Wirt Coccanari der (heute noch bestehenden) damaligen Osteria Sibilla in Tivoli unterstützt, der der Schwiegervater seines Künstlerfreundes von Rohden war. Er starb an Wassersucht.